# Namibie
Namibie, plným názvem Namibijská republika, je republika na západním pobřeží jižní Afriky. Na severu sousedí s Angolou, na severovýchodě se Zambií, na východě s Botswanou a na jihu s Jihoafrickou republikou. Na západě ji omývají vody Atlantského oceánu. Má rozlohu 824 292 km² a přes 3 milióny obyvatel, což představuje nejmenší hustotu zalidnění v Africe (3,7 ob./km²) a je druhou nejřidčeji obydlenou zemí světa po Mongolsku. Hlavním městem země je město Windhoek, kde žije kolem 320 tis. obyvatel. Namibie (dříve Německá jihozápadní Afrika) získala nezávislost v roce 1990 jako jedna z posledních afrických zemí, a to od Jihoafrické republiky, která ji pod názvem Jihozápadní Afrika přechodně spravovala.

## Historie

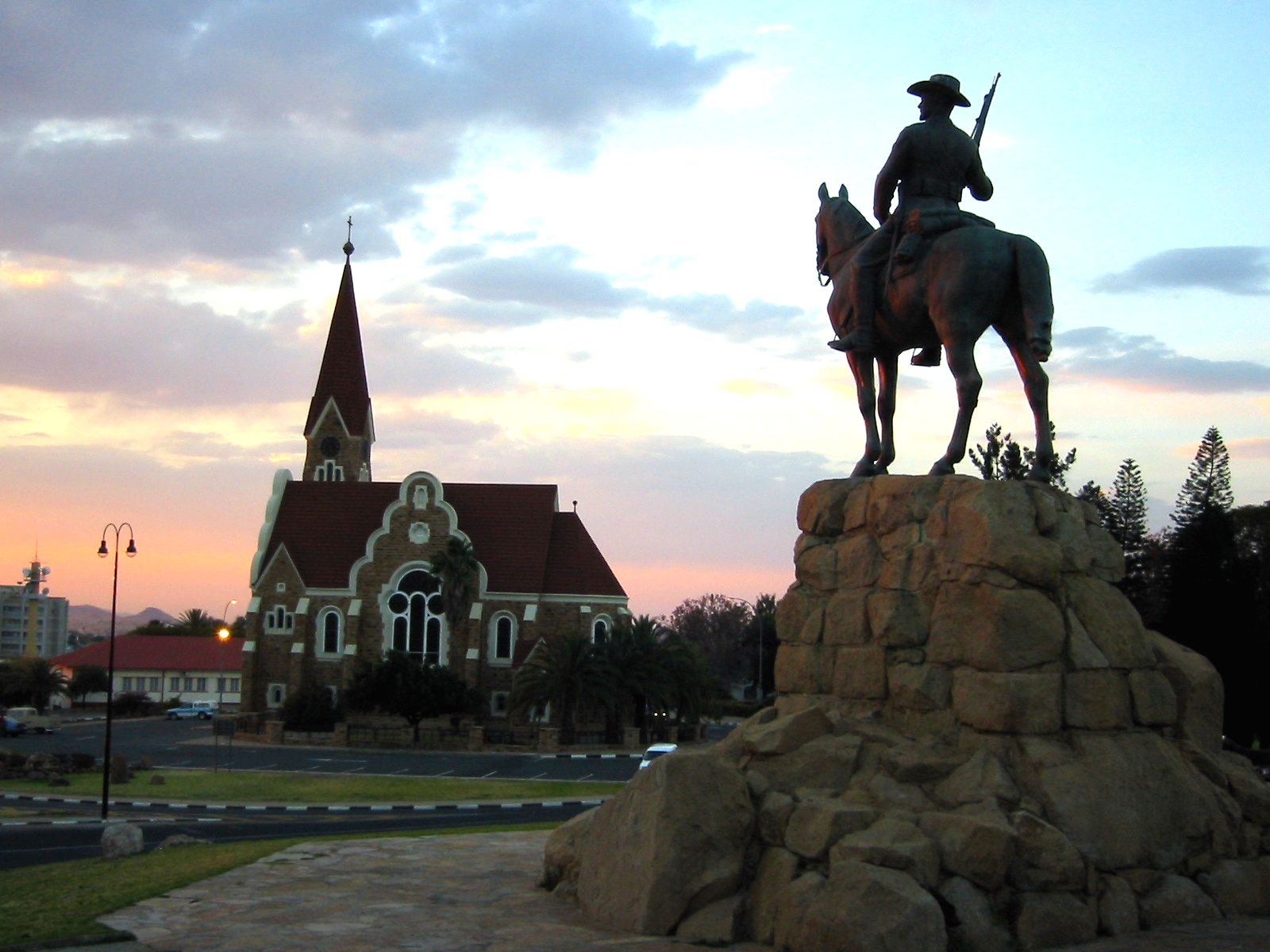
Německý kostel a památník kolonistům ve městě Windhoek

Původními obyvateli území byli Damarové a Sanové. Na konci 15. století se na dnešním území Namibie vylodili Portugalci, ze severu přišly kmeny Ovambů, Hererů a Namů. Hererové s Namy a dalšími kmeny začali vést boje o půdu. Situaci vzájemných sporů využili Němci k obsazování země. V roce 1883 získal německý obchodník A. Lüderitz od Namů zátoku (dnes pojmenovanou) Lüderitz Bay. Angličané v té době již měli v držení Velrybí zátoku. Na zakoupeném území v okolí dnešního města Lüderitz (celkem 40 000 km²) Němci v roce 1884 vyhlásili protektorát. V roce 1894 byl zlomen odboj hotentotských kmenů a Němci začali s intenzívním osidlováním.
Němečtí vojáci a statkáři zabírali domorodým kmenům pastviny a zabavovali dobytek. V roce 1904 proti útlaku kolonizátorů povstaly kmeny Hererů a Namů; povstání bylo potlačeno a mělo za následek tři roky trvající genocidu, které padlo za oběť asi 65 z 80 tisíc Hererů a asi polovina z dvaceti tisíc Namů. Zbývající byli uvězněni v koncentračních táborech, kde museli vykonávat otrocké práce pro Německou říši a velké množství jich zahynulo. Jejich veškerá půda byla císařským dekretem zkonfiskována a rozdělena mezi bílé farmáře.
Od roku 1915, kdy Jihoafrická unie obsadila tuto původně německou kolonii, byla správa území výhradně v rukou vlády v Pretorii, ačkoliv Jihoafrická unie ani pozdější Jihoafrická republika nikdy území de iure nepřipojila. Bílí obyvatelé Jihozápadní Afriky byli zastoupeni v Jihoafrickém parlamentu. Od roku 1926 existovalo Zákonodárné shromáždění, v němž byla zastoupena Národní strana a Německý svaz Jihozápadní Afriky; domorodému obyvatelstvu aktivní ani pasivní volební právo uděleno nebylo. Na místní úrovni hráli jistou roli většinou dosti servilní kmenoví náčelníci, se kterými udržovalo velice omezené kontakty jihoafrické Ministerstvo pro bantuské záležitosti. První projevy namibijské lidové iniciativy se objevovaly až v 50. letech v podobě odborových hnutí, o jejichž vznik se zasloužili hlavně jihoafričtí odboráři. V Jihoafrické unii se zároveň formovala Organizace studentů Jihozápadní Afriky. Z jejich řad vyšli pozdější vedoucí představitelé organizací Národní unie Jihozápadní Afriky Fanuel J. Kozonguizi a Zedekia Ngavirue a Lidová organizace Jihozápadní Afriky (SWAPO) Mburumba Kerina. Tito lidé se zasadili o vznik politické, nacionalistické, někdy až radikální alternativy k hierarchické kmenové, ze své podstaty nenárodní politice.
Po několikaletém úsilí OSN, zejména takzvané Západní styčné skupiny (tvořené Francií, Kanadou, NSR, Spojenými státy a Velkou Británií), a diplomatické aktivitě Spojených států, které zároveň usilovaly o omezení vlivu SSSR a Kuby v Angole, Namibie vyhlásila nezávislost 21. března 1990.
Hlavní silou v ozbrojeném boji za nezávislost byla organizace SWAPO (Lidová organizace Jihozápadní Afriky) v čele se Samuelem Nujomou. Při získání nezávislosti byl Sam Nujoma Národním shromážděním, vzešlým ze svobodných a spravedlivých voleb, zvolen prezidentem. Politický vývoj Namibie je ve znamení jasné převahy jedné strany (opakovaně potvrzované volbami) SWAPO, která není příliš ohrožována opozicí. Přestože Nujoma v souladu s ústavou opustil v roce 2005 prezidentskou funkci, nadále zůstal patrně nejvlivnějším namibijským politikem.
Na severovýchodě Namibie na území Capriviho pruhu vypuklo roku 1994 separatistické povstání.

## Státní symboly

### Vlajka
Namibijská vlajka o poměru stran 2:3 sestává z diagonálního pruhu červené barvy s úzkými bílými okraji (lemy), který vlajku rozděluje na modré, levé, horní (žerďové) a zelené, pravé, dolní (vlající) trojúhelníkové pole. V modrém rohu leží žluté slunce s dvanácti trojúhelníkovými paprsky po obvodu. Paprsky jsou od jeho středu odděleny modrým prstencem.

### Znak
Namibijský státní znak je tvořen štítem, na kterém je obraz namibijské vlajky a stojí na podnoží z písku Namibské pouště. Nad ním je klenot sestávající ze zelené točenice posázené šesti zlatými routami. Nad ní stojí v přirozených barvách orel jasnohlasý s rozepjatými křídly. Štítonoši jsou dva přímorožci (opět v přirozených barvách) stojící na podnoží z písku, na kterém je rozprostřena rostlina Welwitschia mirabilis se třemi červenými květy. Na bílé stuze pod podnožím je anglické heslo UNITY • LIBERTY • JUSTICE (česky Jednota, svoboda, spravedlnost).

## Geografie

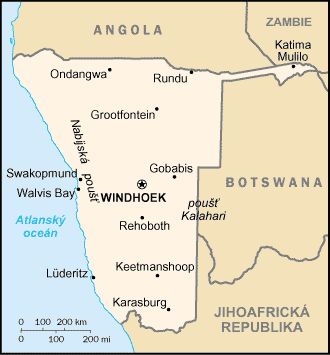
Mapa Namibie

Namibie leží v jihozápadní části Afriky na pobřeží Atlantského oceánu. Na severu má 1 376 km dlouhou hranici s Angolou, na severovýchodě 233 km se Zambií, na východě 1 360 km s Botswanou a na jihu 855 km s Jihoafrickou republikou. Pobřeží Atlantského oceánu na západě je dlouhé 1 572 km. S rozlohou 825 418 km² je 33. největším státem na světě, 15. největším v Africe a 10,5× větším než Česká republika. Z Afriky zabírá asi 2,7 % rozlohy.
Velká část země je pokryta pouštěmi. Největší procento rozlohy země zabírá Namibská poušť. Nejdelší řekou je část řeky Okavango na severu, v tzv. Capriviho výběžku, a také část řeky Zambezi. Při pobřeží se rozkládá Namibská poušť, ve vnitrozemí pak poušť Kalahari. Savany a pastviny tvoří asi 45 % rozlohy státu. Nejvyšší hora Königstein na západě země je vysoká 2 573 m n. m.

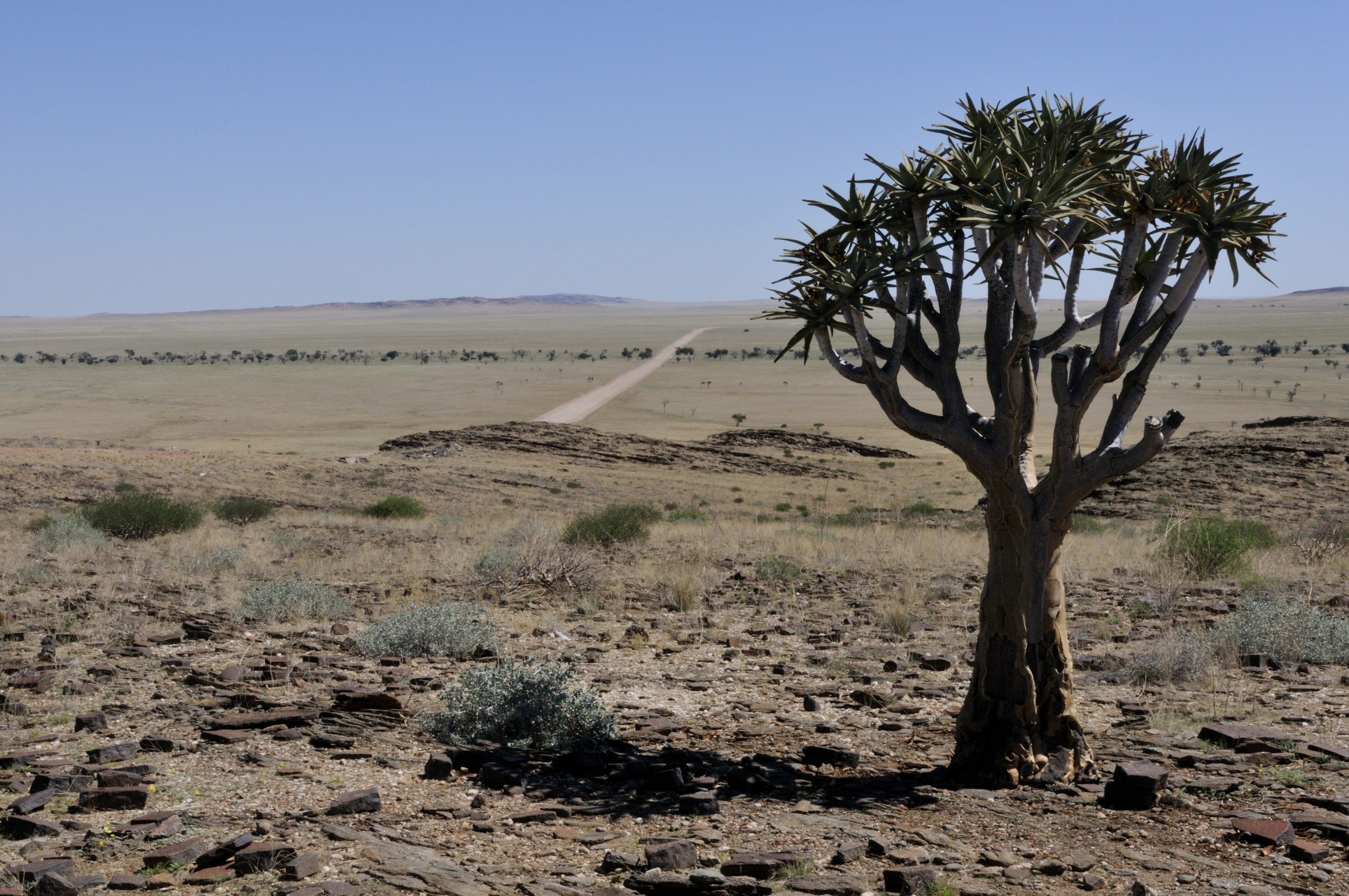
Namibijská polopoušť
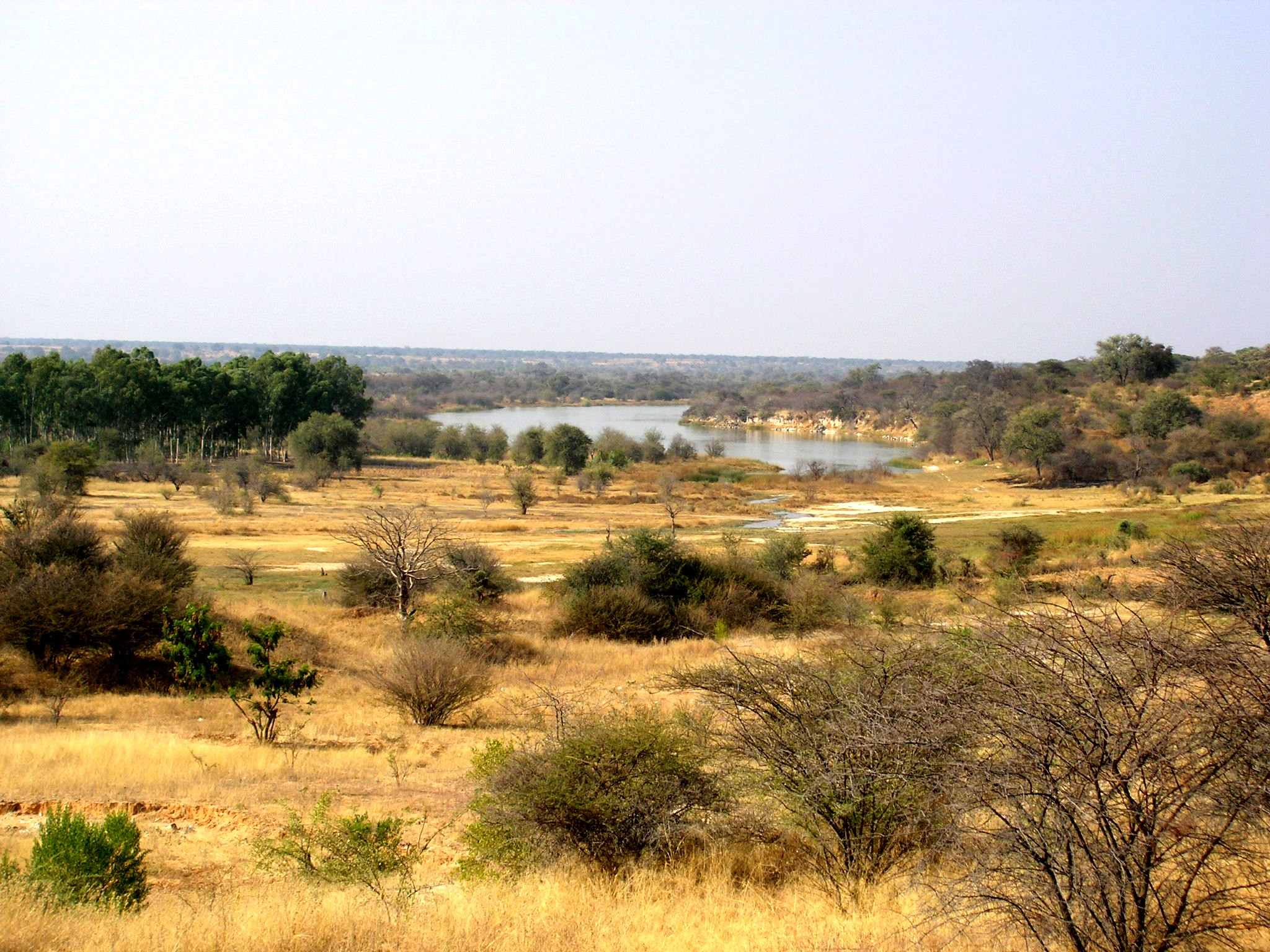
Okavango u města Rundu
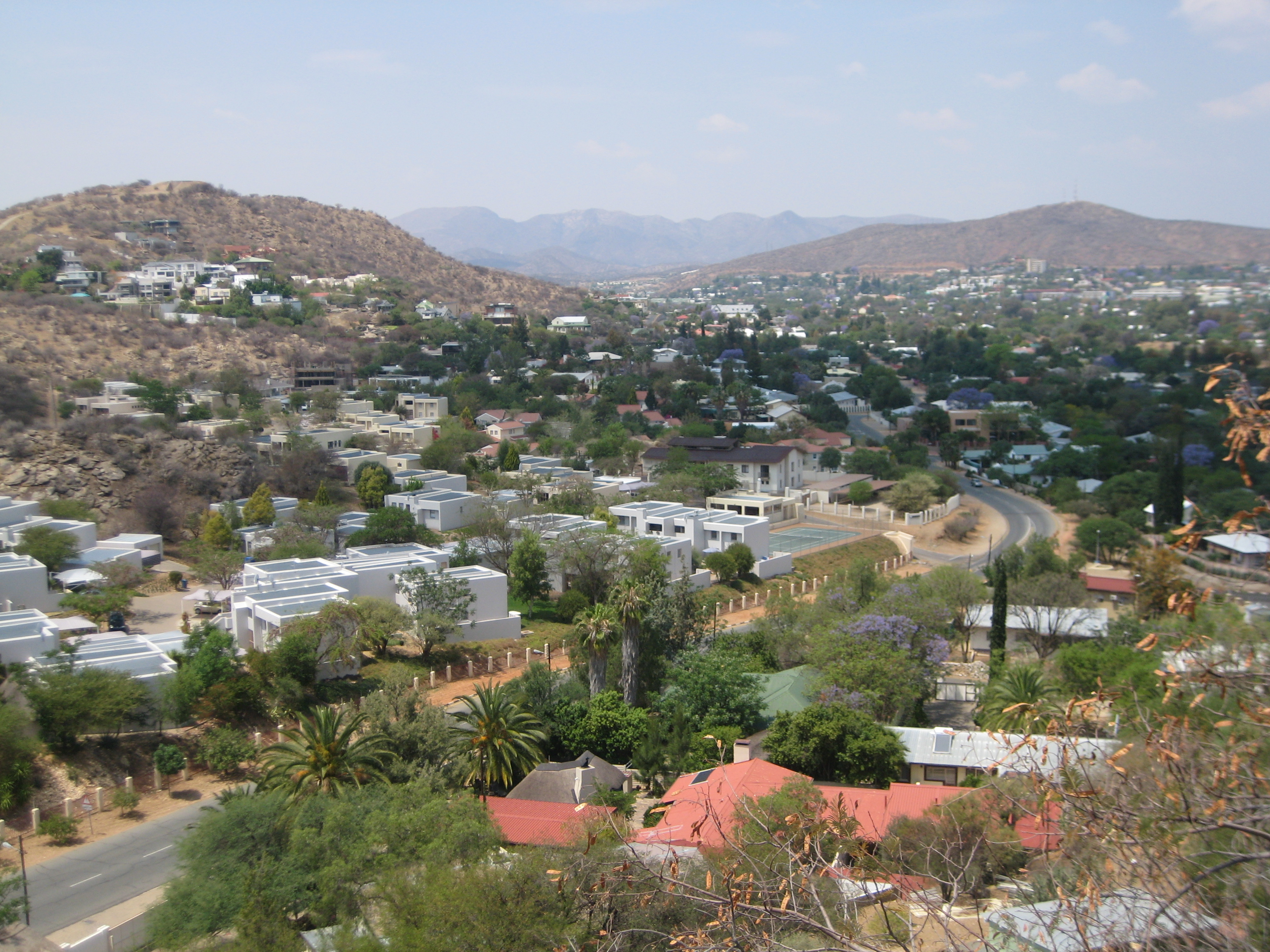
Hlavní město Windhoek
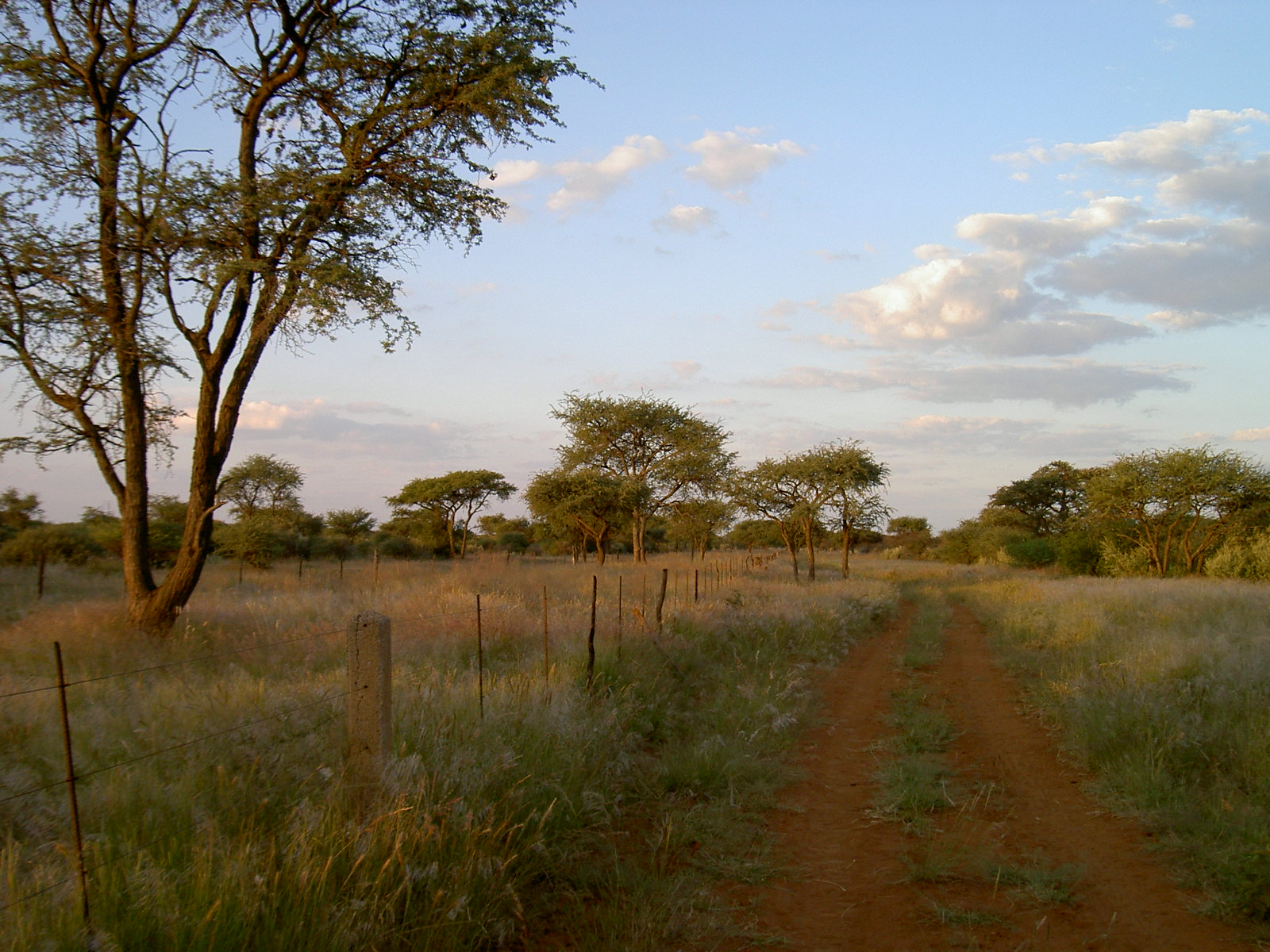
Farma u Omaruru

## Administrativní dělení
Z administrativního hlediska je Namibie rozdělena na 14 regionů:
1. Kunene
2. Omusati
3. Ošana
4. Ohangwena
5. Oikoto
6. Západní Kawango
7. Východní Kawango
8. Zambezi
9. Erongo
10. Otjozondjupa
11. Omaheke
12. Khomas
13. Hardap
14. ǁKaras

Každý region má krajské zastupitelstvo a regiony se dále dělí na šest až dvanáct volebních obvodů. Obce se dělí na obce, města, vesnice a osady. 

### Města

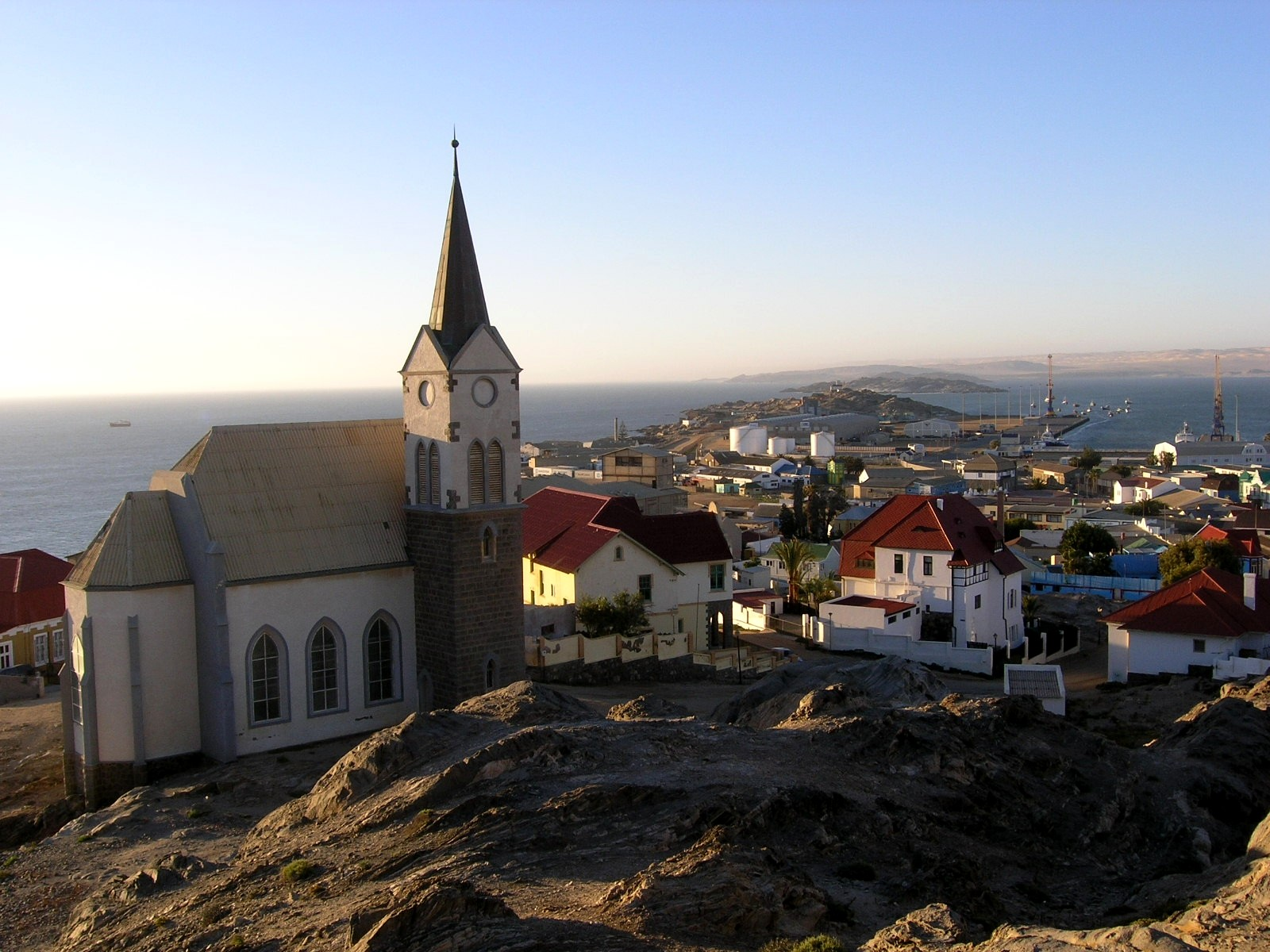
Město Lüderitz, založené roku 1883 Němci

- Windhoek – hlavní a zároveň největší město, kolem 450 000 obyvatel
- Walvis Bay (62 000 obyvatel)
- Rundu (62 000 obyvatel)
- Swakopmund (44 725 obyvatel)
- Oskahati (34 500 obyvatel)

Ostatní města mají méně než 20 000 obyvatel.

## Politický systém
Namibie je poloprezidentskou republikou. Prezident Namibie je volen na pětileté funkční období a vykonává funkci hlavy státu a hlavy vlády zároveň.

### Přehled nejvyšších představitelů
| Jméno                                               | Od              | Do              |
| --------------------------------------------------- | --------------- | --------------- |
| Samuel Daniel Shafiishuna Nujoma (prezident; SWAPO) | 21. března 1990 | 21. března 2005 |
| Hifikepunye Lucas Pohamba (prezident; SWAPO)        | 21. března 2005 | 21. března 2015 |
| Gottfried Hage Geingob (prezident; SWAPO)           | 21. března 2015 | 4. února 2024   |
| Nangolo Mbumba (prezident; SWAPO)                   | 4. února 2024   | 21. března 2025 |
| Netumbo Nandi-Ndaitwah (prezidentka; SWAPO)         | 21. března 2025 | dosud           |

### Zahraniční vztahy
Namibie je členem spousty mezinárodních organizací na africkém kontinentu. Je členským státem např. Africké unie, Jihoafrického rozvojového společenství nebo Jihoafrické celní unie. Po vyhlášení nezávislosti se stala také 50. členem Společenství národů. Největším obchodním partnerem pro Namibii je její sousední země Jihoafrická republika. Kromě regionální spolupráce s africkými zeměmi, udržuje vztahy s Evropskou unií, Čínou a USA. Vzhledem ke společné koloniální historii (1884–1915) udržuje mimořádně intenzivní vztahy s Německem. Každoročně zemi navštíví téměř 100 000 německých turistů, proto pro zemi mají velký ekonomický význam.

## Ekonomika
Namibie má na africké poměry celkem dobrou síť silnic, vybudovanou německými kolonisty a modernizovanou jihoafrickými dělníky v 80. letech. Významným přístavem je Walvis Bay (Velrybí zátoka), přes níž se do země dováží a vyváží většina zboží. HDP dosahuje 6500 USD na hlavu, což je na africké podmínky mimořádné. Mezinárodní obchod je úzce provázán s Jihoafrickou republikou a zeměmi Commonwealthu. Měnou je namibijský dolar, který je navázán na jihoafrický rand v poměru 1:1. 7 % obyvatelstva je evropského původu. Tato skupina obyvatel má oproti původnímu obyvatelstvu značně vyšší kupní sílu.

### Těžba
Těžba zajišťuje 25 % příjmů Namibie a pro ekonomiku Namibie je velmi důležitá. Namibie je čtvrtým největším producentem uranu na světě. V roce 2018 uranový důl Husab vyprodukoval přes 3 000 tun uranu, což představovalo 6 % celosvětové produkce uranu, důl Rossing v roce 2019 vyprodukoval přes 2 100 tun uranu, což představovalo 4 % celosvětové produkce uranu. Země je významným producentem diamantů, těží se zde ale také zinek, uran, stříbro, rudy olova, mědi a zlata. V Atlantském oceánu, v blízkosti Namibie, jsou ložiska zemního plynu, která mají být v budoucnu vytěžena.

### Ropa a zemní plyn
Odhady z roku 2022 naznačují, že dva průzkumné vrty v Orange Basin by mohly obsahovat dvě a tři miliardy barelů ropy. Očekávané příjmy by mohly transformovat namibijskou domácí ekonomiku a usnadnit cíle udržitelného rozvoje.

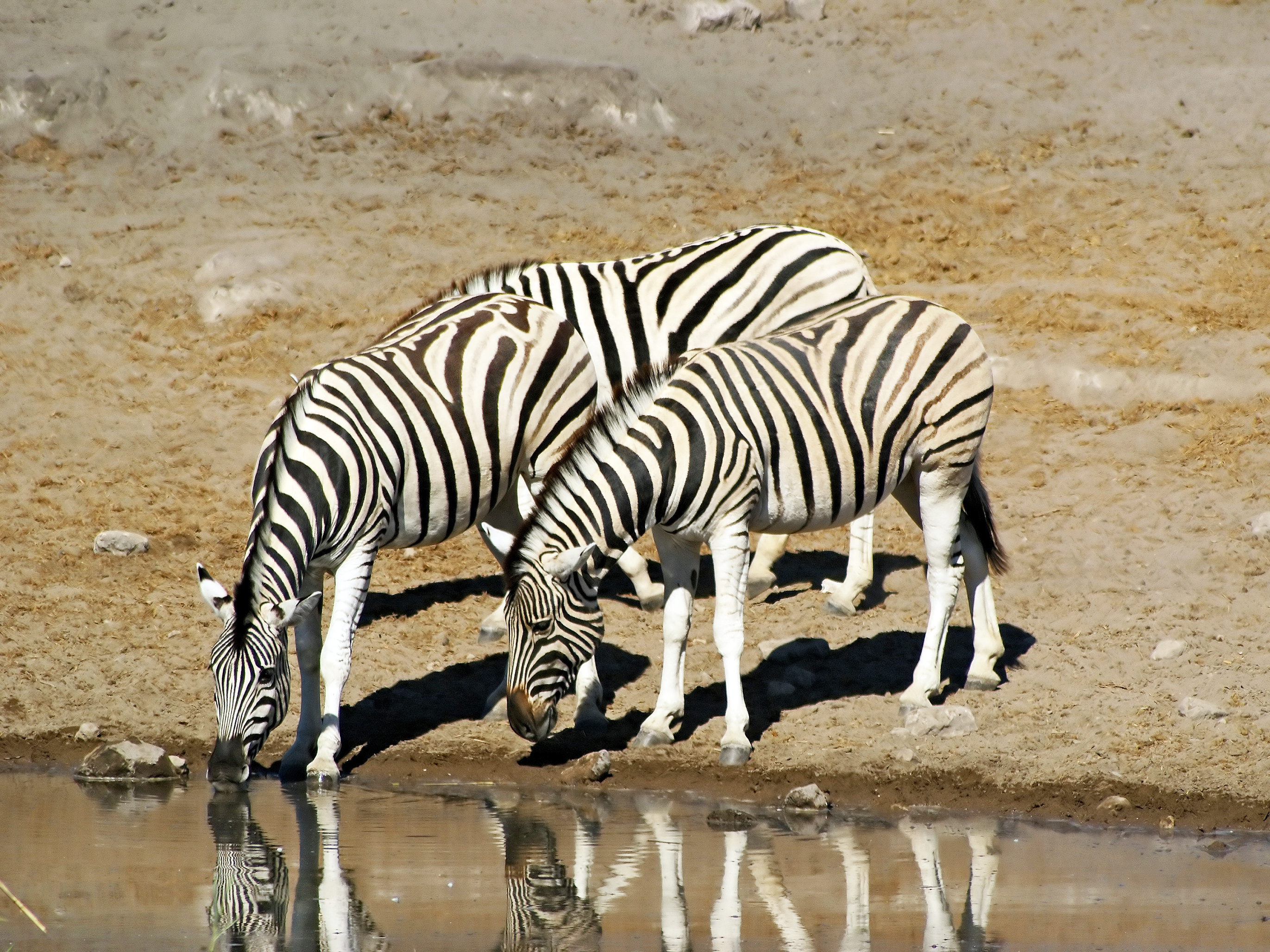
Zebry v národním parku Etosha

### Cestovní ruch
Cestovní ruch je hlavním přispěvatelem (14,5 %) k HDP Namibie a vytváří desítky tisíc pracovních míst (zhruba 18 % všech pracovních míst). Země je navštěvována především za účelem ekoturistiky.
K nejnavštěvovanějším místům patří města Windhoek, Walvis Bay, výběžek Caprivi, Kaňon Fish River nebo národní parky Etosha a Pobřeží Koster. V Namibii je mnoho národních parků a některé jsou zapsané na seznamu světového dědictví UNESCO, například národní park Sossusvlei.

## Obyvatelstvo

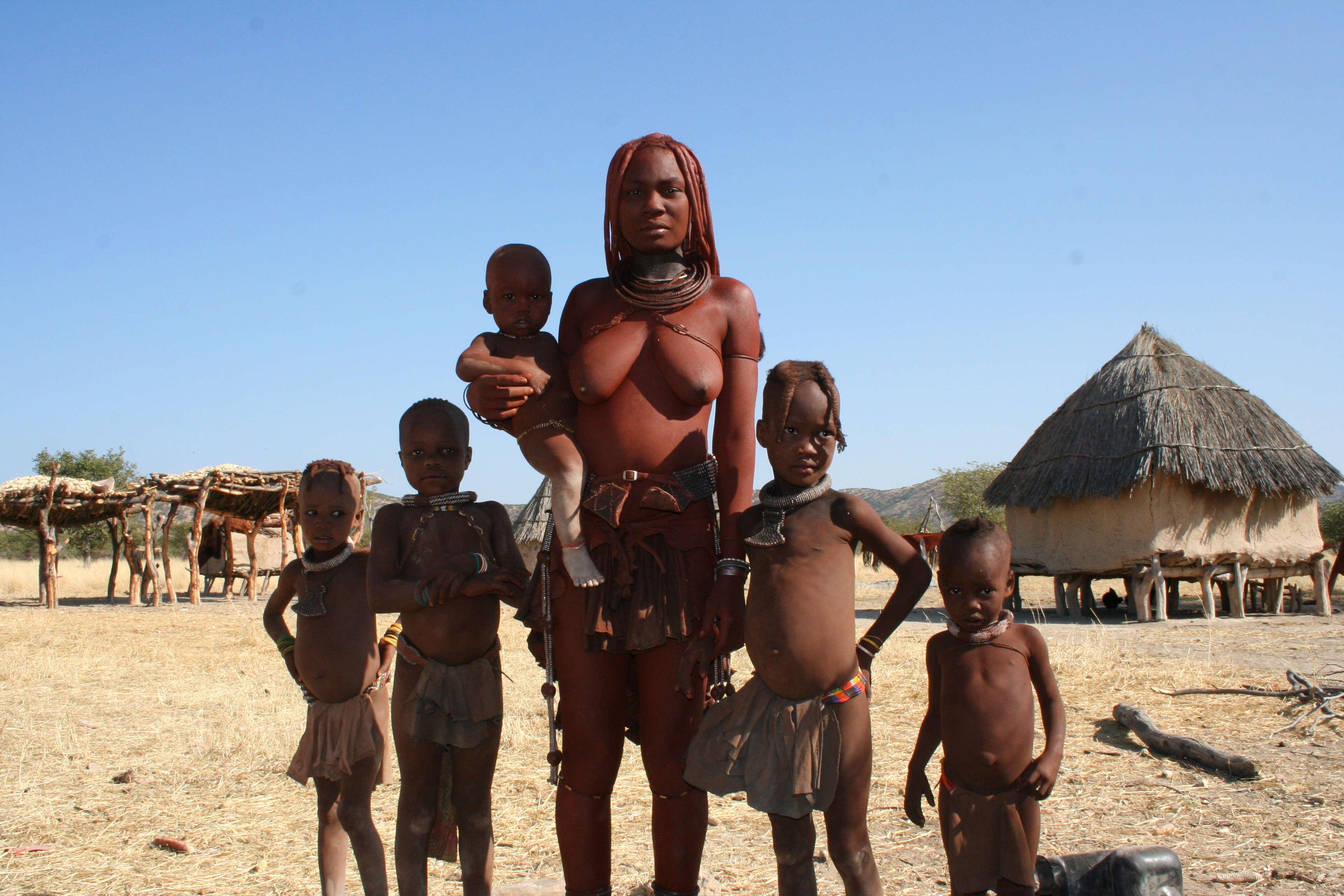
Himbové v severní Namibii

Namibijci jsou většinou příslušníky Ovambského kmene (50 %), Kavangové 9 %, Hererové 7 %, Damarové 7 %, Namové 7 %, Sanové 3 %. Zastoupení ostatních kmenů je velice nízké. Obyvatelstvo smíšeného bělošského a černošského původu („barevní“) tvoří 6,5 % populace. V roce 2006 žilo v Namibii 40 000 Číňanů. Běloši tvoří 7 % populace a jedná se hlavně o potomky Portugalců, Nizozemců, Němců, Britů a Francouzů. V roce 1960 tvořili běloši 14 % populace.
75 % – 80 % Namibijců je gramotných.
Namibie má téměř nejnižší hustotu zalidnění na světě – na kilometr čtvereční připadá jen 2,5 osob. Podle humanitární organizace Člověk v tísni je průměrný věk obyvatel 20 let a Namibijci se dožívají průměrně padesáti let. Více než pětina (20 %) dospělých obyvatel je nositeli onemocnění AIDS. V zemi chybí dostatek lékařů, na jednoho lékaře připadá asi 9 000 obyvatel.

### Jazyk
Úředním jazykem je angličtina. Do roku 1990 byly úředními jazyky také němčina a afrikánština. Když se Namibie osamostatnila od Jižní Afriky, nová vláda Namibie se chtěla vyhnout obvinění z upřednostňování afrikánštiny či němčiny. Proto se angličtina stala jediným úředním jazykem Namibie. Afrikánština, němčina a oshiwambo byly uznány jako regionální jazyky.

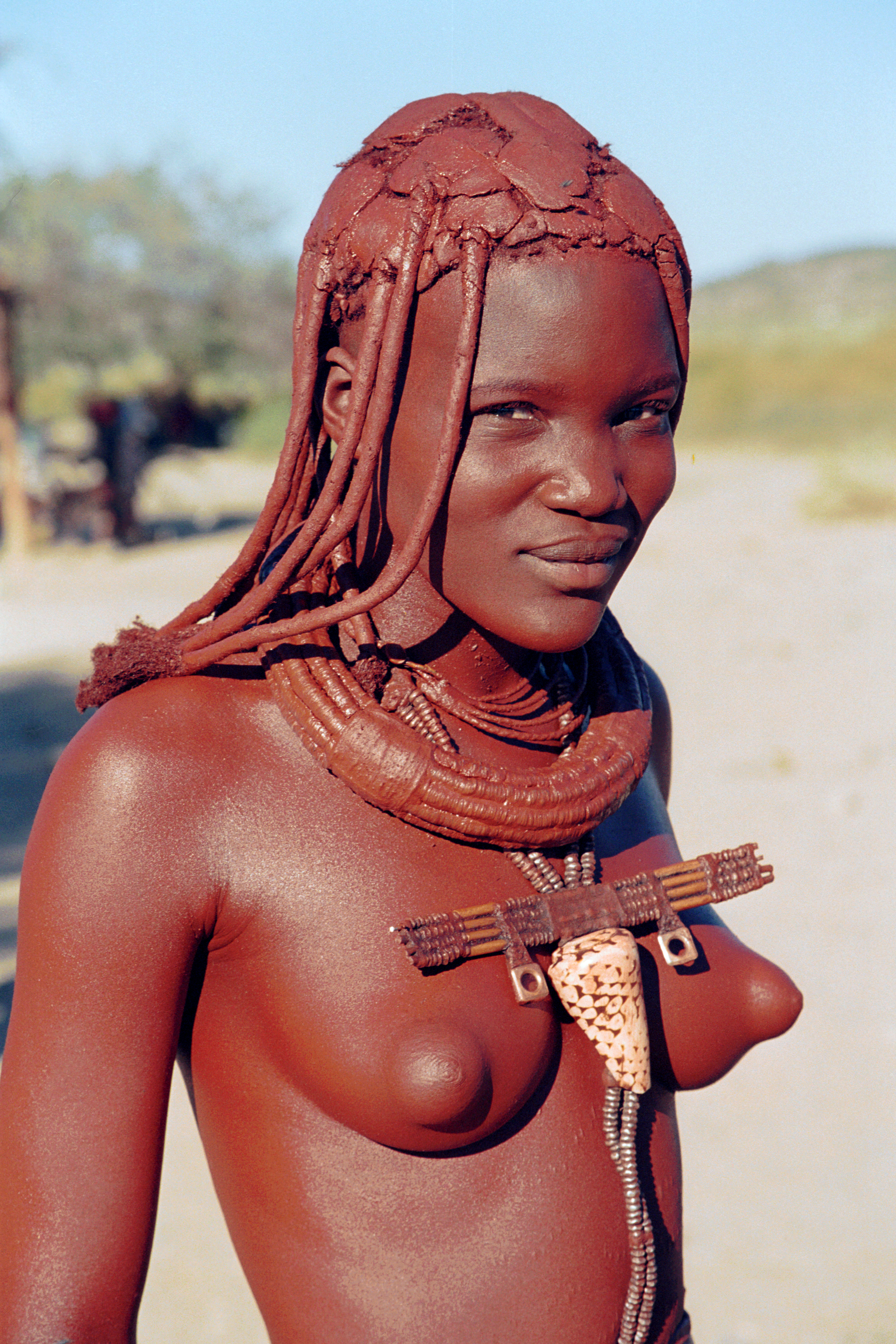
Himbská dívka, Namibie

Polovina všech obyvatel Namibie má jazyk oshiwambo jako svůj první jazyk, zatímco afrikánština je nejvíce rozšířeným komunikačním jazykem, u mladší generace je tímto jazykem angličtina. Afrikánština i angličtina se používají především jako druhý jazyk, vyhrazený pro veřejnou sféru komunikace, ale menší komunity rodilých mluvčích těchto jazyků existují po celé Namibii.
Zatímco oficiálním jazykem je angličtina, většina bílých obyvatel mluví buď německy, nebo afrikánsky. Dokonce i dnes, 100 let po skončení německé koloniální éry, je němčina hlavním obchodním jazykem. Afrikánsky hovoří 60 % bílé komunity, německy 32 %, anglicky mluví 7 % a portugalsky 1 %. Portugalsky mluví černoši a běloši z Angoly.

### Náboženství
Nejrozšířenějším náboženstvím v Namibii je křesťanství, které vyznává 80 % – 90 % obyvatel (51 % luteránské, 19 % římskokatolické, 5 % anglikánské, dále nizozemští/afrikánští reformovaní, tj. kalvinisté a další). Dále jsou zde v desetiprocentní míře zastoupena animistická náboženství (tradiční africká náboženství, sunnitský islám, buddhismus). Nevěřících je v Namibii kolem 1,5 %. 
Statistika z roku 2020 uvádí až 97,5 % křesťanů. Náboženská realita je ovšem v Namibii komplexnější: mnoho tamějších křesťanů vyznává zároveň některé z tradičních náboženství (vícečetná náboženská identita), nebo synkretismus křesťanství a tradičního náboženství. Z tradičních náboženství je známé například náboženství Sanů, náboženství Zulu nebo himbské náboženství. Rozšířené je také africké čarodějnictví, v severní Namibii známé jako omiti.